# Sternotomis mirabilis
Sternotomis mirabilis es una especie de escarabajo longicornio del género Sternotomis, subfamilia Lamiinae. Fue descrita científicamente por Drury en 1773.
Se distribuye por Sierra Leona, República Democrática del Congo, Togo, Camerún, Costa de Marfil, Gabón, Benín y Guinea Ecuatorial. Posee una longitud corporal de 18-21 milímetros. El período de vuelo de esta especie ocurre únicamente en el mes de diciembre.
Parte de su alimentación se compone de plantas de las familias Burseraceae, Moraceae y Sapindaceae.

## Descripción
Varía con hermosos colores verde y negro, el primero muy brillante. Cabeza verde, mandíbulas con la parte superior verde, las extremidades negras, con cuatro palpos verdes. Antenas negras de diez articulaciones, siendo la articulación basal la más gruesa. Tórax verde, con rayas negras que lo recorren, los lados terminan en una punta obtusa. Escutelo muy pequeño, negro y triangular. Élitros negros y con márgenes, rayados y manchados de verde: las rayas atraviesan la parte anterior y las manchas situadas cerca de los extremos. Abdomen verde, con anillos negros. Patas verdes, rayadas de negro. Tarsos verdes y marrones.